# Afrykański Kościół Apostolski
Afrykański Kościół Apostolski, także Vapostari, Bapostolo (ang. African Apostolic Church) – kościół afrochrześcijański, założony przez Johane Maranke Rodezji Południowej (Zimbabwe) w 1932 roku. Obejmuje swoim zasięgiem południe Afryki, liczy ponad milion wiernych.

## Historia
Afrykański Kościół Apostolski powstał jako odgałęzienie Kościoła metodystów z inicjatywy Johane Maranke. Maranke był przekonany o tym, że został powołany do spełnienia posłannictwa boskiego. Podczas swoich wizji utrzymywał, że odwiedził niebo i został powołany do kontynuowania dzieła Jezusa na Ziemi.
W lipcu 1932 roku Maranke przeprowadził pierwszy masowy chrzest dla 150 osób. Początkowo wyznawcami Kościoła zostali członkowie rodziny założyciela, z czasem zdobył wpływy w Rodezji Południowej i państwach sąsiednich. Po śmierci Maranke w 1963 roku w Afrykańskim Kościele Apostolskim nastąpiła schizma. Kapłanem i przywódcą Kościoła został Afrykańskiego Kościoła Apostolskiego jego syn Abero. Kuzyn Maranke, Simon Mushati, założył nowy kościół – Apostolski Kościół Afryki Św. Simona i Św. Johane.

## Struktura
W swojej strukturze Kościół dzieli się na około 150 kongregacji, funkcjonujących w Angole, Botswanie, Demokratycznej Republice Kongo, Malawi, Mozambiku, Zambii, Zimbabwe oraz wśród ludu Budżga (odłam Szona). W hierarchii kościelnej posługę sprawują chrzciciele, ewangeliści, prorocy i uzdrowiciele, przy czym prorokami i uzdrowicielami mogą być też kobiety.

## Wierni
Według stanu na 2009 rok Kościół liczył ponad 1 milion wyznawców. Zgodnie z danymi na 2005 rok Kościół zgromadził około 800 tys. wiernych w Zimbabwe, 200 tys. w Demokratycznej Republice Kongo, 20 tys. w Mozambiku, 15 tys. w Botswanie.

## Praktyki religijne
Pod względem praktyk religijnych Kościół akceptuje związki poligyniczne, dużą wagę przywiązuje się do modlitwy w intencji zdrowia fizycznego i psychicznego. Dniem świętym uznaje się sobotę. W nabożeństwach uczestniczy się w białych strojach. Podczas trwania mszy zdarzają się przypadki wchodzenia w trans lub nawiedzenia przez Ducha Świętego.